# قيولي (أديامان)
قيولي (بالكردية: Turus‏) (بالتركية: Kuyulu)‏ هي قرية كرديّة تتبع إداريّاً لمديرية أديامان في محافظة أديامان التركية الواقعة في جنوب شرق الأناضول. وبلغ عدد سكانها 1٫526 نسمة في عام 2021.